# 삼성생활예술고등학교
삼성생활예술고등학교(三聖生活藝術高等學校)는 대한민국 경상북도 경주시 내남면 이조리에 위치한 사립 고등학교이다.

## 학교 연혁
- 1952년 5월 1일 : 학교법인 광한학원 설립인가(경주시 내남면 용장리 150번지)
- 1953년 3월 5일 : 내남중학교 설립인가(인가 학급 9학급)
- 1953년 3월 5일 : 초대 김육만 교장 취임
- 1960년 3월 15일 : 교사 이전(경주시 내남면 이조리 575번지)
- 1976년 3월 2일 : 내남고등학교 설립인가(인가 학급 9학급)
- 1997년 8월 15일 : 설립자 만송 김육만 선생 동상 제막
- 1998년 2월 28일 : 내남중학교 통폐합(제46회 졸업, 졸업생 총수 5,125명)
- 1999년 3월 1일 : 삼성고등학교로 교명 변경
- 1999년 3월 1일 : 학급 감축 (학년 당 2학급)
- 2001년 2월 16일 : 헤어실습실 1실, 피부관리실 1실 준공
- 2005년 3월 1일 : 교육인적자원부 자율학교 지정
- 2005년 3월 1일 : 삼성생활예술고등학교로 교명 변경(전문계로 학칙변경)
- 2005년 11월 17일 : 다목적교실 만우관 준공
- 2006년 2월 28일 : 최병국 이사장 취임
- 2006년 8월 17일 : 특성화고등학교 지정 (경상북도 교육청)
- 2008년 3월 1일 : 조리실습실 1실 준공
- 2016년 12월 31일 : 산학일체형 도제학교 선정(교육부 및 고용부)
- 2019년 3월 1일 : 제10대 김효준 교장 취임
- 2021년 3월 19일 : 기숙사 증축
- 2024년 1월 5일 : 제46회 졸업식(졸업생 총 수 3,450명)

## 설치 학과
- 뷰티디자인과
- 관광조리과

## 참고 자료
- 삼성생활예술고등학교 - 한국교육학술정보원 학교알리미